# Literaturjahr 1932
Liste der Literaturjahre

◄◄ | 1930 | 1931 | Literaturjahr 1932 | 1933 | 1934 | 1935 | 1936 | ► | ►►

Weitere Ereignisse

## Neuerscheinungen

### Romane, Erzählungen
- Der 35. Mai oder Konrad reitet in die Südsee – Erich Kästner
- Andreas oder Die Vereinigten – Hugo von Hofmannsthal (postum)
- Arthur Aronymus. Die Geschichte meines Vaters – Else Lasker-Schüler
- Brave New World (auch auf Deutsch u.d.T. Welt – wohin? Ein Roman der Zukunft) – Aldous Huxley
- Cold Comfort Farm – Stella Gibbons
- Ein ernstes Leben – Heinrich Mann
- Der Führerschein – Anna Seghers
- Die Gefährten – Anna Seghers
- Giganten. Ein Abenteuerbuch – Alfred Döblin
- A Glastonbury Romance – John Cowper Powys
- Die große Herde (dEA) – Jean Giono
- Die Hugenottin (erste Buchausgabe) – Ricarda Huch
- Huguenau oder die Sachlichkeit – Hermann Broch
- Indien (dEA) – E. M. Forster
- In unserer Zeit (dEA) – Ernest Hemingway
- Jean le Bleu – Jean Giono
- Der jüdische Krieg – Lion Feuchtwanger
- Jugend auf der Landstrasse Berlin – Ernst Haffner
- Kleiner Mann – was nun? – Hans Fallada
- Das kunstseidene Mädchen – Irmgard Keun
- Light in August – William Faulkner
- Der Mann ohne Eigenschaften (Bd. 2) – Robert Musil
- Menschen unter Zwang – Clara Viebig
- Die Morgenlandfahrt – Hermann Hesse
- Nachtflug (dEA) – Antoine de Saint-Exupéry
- The Pastures of Heaven – John Steinbeck
- Peril at End House – Agatha Christie
- Radetzkymarsch – Joseph Roth
- Die Rückkehr des Filip Latinovicz – Miroslav Krleža
- Salka Valka, Bd. 2: Der Vogel am Strand (OA) – Halldór Laxness
- Der Sekundant – Arthur Schnitzler (postum)
- Söhne und Liebhaber – D. H. Lawrence (Neuübersetzung durch Georg Goyert)
- Stoffel fliegt übers Meer – Erika Mann
- The Thirteen Problems – Agatha Christie
- Tõde ja õigus (Bd. 4 von 5) – Anton Hansen Tammsaare
- Der Traum der Roten Kammer (Teilübersetzung) – Cao Xueqin
- Treffpunkt im Unendlichen – Klaus Mann
- The Vaults of Yoh-Vombis – Clark Ashton Smith
- Voyage au bout de la nuit – Louis-Ferdinand Céline
- Die Wandlung der Susanne Dasseldorf – Joseph Breitbach
- Wie der Stahl gehärtet wurde (Magazinausgabe des 1. Teils) – Nikolai Ostrowski

#### Romane um „Maigret“ (dt. Titel)
- Maigret bei den Flamen – Georges Simenon
- Maigret im Haus der Unruhe
- Maigret in der Liberty Bar
- Maigret und das Schattenspiel
- Maigret und der geheimnisvolle Kapitän
- Maigret und der Verrückte von Bergerac
- Maigret und die Affäre Saint-Fiacre

### Dramen
- Glaube Liebe Hoffnung – Ödön von Horváth
- Die heilige Johanna der Schlachthöfe (UA als gekürzte Hörspielfassung) – Bertolt Brecht und Mitautoren
- Jegor Bulytschow und andere – Maxim Gorki
- Kasimir und Karoline – Ödön von Horváth
- Der verrückte Jourdain (1932 entstanden) – Michail Bulgakow
- Vor Sonnenuntergang – Gerhart Hauptmann

### Sachliteratur
- Der Begriff des Politischen – Carl Schmitt
- Kirchliche Dogmatik, 1. Teilband (KD I/1): Lehre vom Wort Gottes – Karl Barth
- Der kommende Gift- und Brandkrieg und seine Auswirkungen gegenüber der Zivilbevölkerung – Gertrud Woker
- Sorcerers of Dobu – Reo Fortune
- Mit dem Register erscheint der 15. und letzte Band des Reallexikons der Vorgeschichte.

### Weitere Werke
- Alle Galgenlieder (erweit. Ausgabe) – Christian Morgenstern
- Der Arbeiter. Herrschaft und Gestalt – Ernst Jünger
- Aufklärung und Judenfrage – Hannah Arendt
- Brother, Can You Spare a Dime? – Yip Harburg (Text); Musik: Jay Gorney
- Die Bürgschaft – Kurt Weill (Musik); Libretto: Caspar Neher
- Death in the Afternoon – Ernest Hemingway
- Flesh (Film) – Drehbuchmitarbeit: William Faulkner
- Flieger, grüß mir die Sonne – Walter Reisch (Text); Interpret: Hans Albers
- F.P.1 antwortet nicht (Film) – nach dem gleichnamigen Roman von Kurt Siodmak
- Gesang zwischen den Stühlen (Gedichte) – Erich Kästner
- Goethe und seine Welt (Sammelwerk) – Hrsg.: Ernst Beutler, Anton Kippenberg, Hans Wahl
- Jenseits des Tales standen ihre Zelte (Ballade; Erstdruck als Lied 1932) – Börries von Münchhausen (Text); Vertonung: Robert Götz
- Kind dieser Zeit (Autobiografie) – Klaus Mann
- Kuhle Wampe oder: Wem gehört die Welt? (Film) – Drehbuch: Bertolt Brecht, Ernst Ottwalt
- Scarface (Film) – Drehbuch: Ben Hecht
- Sigelwara Land (1. Teil) – J. R. R. Tolkien
- Tagebuch der Selma Ottilia Lovisa Lagerlöf – Selma Lagerlöf
- Ein Traum am Edsin-gol (Hörspiel; Erstdruck) – Günter Eich
- Ursonate (vollständige Partitur) – Kurt Schwitters
- Venus in Seide (Operette) – Robert Stolz (Musik)
- Warum ich kein Christ bin (dEA) – Bertrand Russell
- Wenn die kleinen Veilchen blühen (Singspiel) – Robert Stolz (Musik)

### Sonstiges
- The American Scholar, US-amerikanische Vierteljahreszeitschrift
- The Civilization of the American Indian, US-amerikanische wissenschaftliche Buchreihe
- Marxist Library, US-amerikanische Buchreihe mit Werken des Marxismus-Leninismus
- Die Kleine Lenin-Bibliothek erreicht nach acht Bänden ihren Abschluss.
- In dem Pulp-Magazin Argosy erscheint Pirates of Venus, der 1. Band des Amtor-Zyklus von Edgar Rice Burroughs.
- Topolino, italienisches Comicmagazin
- Kamarád, eine Zeitschrift für homosexuelle Männer und Frauen in der Tschechoslowakei (nur im Jahr 1932 erschienen), enthält auch belletristische Texte.
- Der weiße Rabe, bis 1934 erscheinende deutsche Literaturzeitschrift
- Welt am Sonnabend, deutsches Frauenmagazin
- Zeitschrift für Sozialforschung, ab Jahrgang 2 (1933) in Paris bzw. New York City in der Emigration erschienen
- Es erscheint das erste Buch in wepsischer Sprache.
- Als Regulierungsbehörde für die tadschikische Sprache wird das seit 1958 so benannte Rudaki Institut für Sprache und Literatur gegründet.
- In Berlin wird die Buchgemeinschaft „Der Braune Buch-Ring“ gegründet.
- In Weimar wird der Gebrüder Knabe Verlag gegründet.
- In München erfolgt im April unter Franz Thierfelder die Gründung eines „Goethe-Instituts der Deutschen Akademie zur Fortbildung ausländischer Deutschlehrer“,[1][2] des Vorläufers der heutigen Goethe-Institute.
- In Washington, D.C. wird die Folger Shakespeare Library eröffnet.

## Eingestellt werden ...
- Die Aktion, deutsche literarische und politische Zeitschrift
- Die Kolonne, deutsche „Zeitschrift für Dichtung“
- Menorah, „jüdisches Familienblatt für Wissenschaft, Kunst und Literatur“
- Der Sturm, deutsche Kunst- und Literaturzeitschrift
- Zeitschrift für bildende Kunst, deutsche Kunstzeitschrift (mit der Beilage Kunstchronik und Kunstliteratur)
- Das 3. Geschlecht, deutsche Zeitschrift für Transvestiten (in der auch belletristische Texte erschienen)
- Das alte Reich, deutsche Buchreihe mit ausgewählten Quellen zur deutschen Kultur
- Marxistische Bibliothek, deutschsprachige Buchreihe mit Werken des Marxismus-Leninismus
- Bungei sensen, japanisches „linkes“ Literaturmagazin
- Sharq, iranische literarische Zeitschrift

## Jubiläen

### Personen
- 13. Januar: 100. Geburtstag von Horatio Alger
- 27. Januar: 100. Geburtstag von Lewis Carroll
- 22. März: 100. Todestag von Johann Wolfgang von Goethe
- 15. April: 100. Geburtstag von Wilhelm Busch
- 19. April: 100. Geburtstag von José Echegaray
- 11. Juni: 100. Geburtstag von Jules Vallès
- 16. August: 100. Geburtstag von Wilhelm Wundt
- 07. September: 100. Geburtstag von Emilio Castelar
- 21. September: 100. Todestag von Walter Scott
- 09. Oktober: 100. Geburtstag von Elizabeth Akers Allen
- 09. November: 100. Geburtstag von Émile Gaboriau
- 24. November: 300. Geburtstag von Baruch de Spinoza
- 28. November: 100. Geburtstag von Leslie Stephen
- 29. November: 100. Geburtstag von Louisa May Alcott
- 08. Dezember: 100. Geburtstag von Bjørnstjerne Bjørnson

### Werke
- 13. August 1732: Uraufführung der Tragödie Zaïre von Voltaire in Paris

- 13. Januar 1782: Uraufführung des Dramas Die Räuber von Friedrich Schiller in Mannheim
- 23. März 1782: Der Briefroman Gefährliche Liebschaften von Laclos erscheint.
- 1782: Marquis de Sade verfasst im Gefängnis den Dialog zwischen einem Priester und einem Sterbenden.

- 1832: Der Roman Maler Nolten von Eduard Mörike erscheint; darin enthalten ist u. a. auch das Gedicht Der Feuerreiter.
- 1832: Le Curé de Tours, La Transaction, Maître Cornélius (Buchausgabe), weitere Novellen und erste Tolldreiste Geschichten von Balzac erscheinen.
- 1832: Die Erzählungen Metzengerstein und The Duc de L’Omelette von Edgar Allan Poe erscheinen.
- 1832: Die Erzählungen Furchtbare Rache, Der verhexte Platz, Die Nacht vor Weihnachten und Iwan Fjodorowitsch Schponjka und sein Tantchen von Nikolai Gogol erscheinen.
- 1832: Die Erzählungen Roger Malvin’s Burial und My Kinsman, Major Molineux von Nathaniel Hawthorne erscheinen.
- 1832: Die Ballade The Lady of Shalott von Alfred Tennyson erscheint (datiert auf 1833).
- 22. November 1832: Uraufführung des Dramas Le roi s’amuse von Victor Hugo in Paris

- 1882 erscheinen: 
  - Die Novellen Gustav Adolfs Page und Plautus im Nonnenkloster sowie Gedichte, u. a. Der römische Brunnen, Die Füße im Feuer, von Conrad Ferdinand Meyer
  - Mademoiselle Fifi, La Bûche, Marroca, Le Saut du berger, Mon oncle Sosthène, Pierrot, Ma femme (u. a.) von Guy de Maupassant
  - Die Fürstin Ligowskaja (Fragment) von Michail Lermontow (postum)
  - Wanderungen durch die Mark Brandenburg, Bd. 4: Spreeland; L’Adultera; Schach von Wuthenow (Vorabdruck) von Theodor Fontane
  - Plisch und Plum von Wilhelm Busch
  - Heidepeters Gabriel und Die Dorfschöne von Peter Rosegger
  - Die Jangada (dEA) von Jules Verne
  - Ein feines Haus von Émile Zola
  - Die fröhliche Wissenschaft von Friedrich Nietzsche
  - Gott und der Staat von Michail Bakunin (postum)

### Sonstiges
- 1682: Gründung des (weiterhin existierenden) J. B. Metzler Verlags in Stuttgart

## Jahrestage (Auswahl)

### Geboren im Jahr 1932

#### Januar
- 01. Januar: Lewis John Carlino, US-amerikanischer Film- und Theaterautor und Regisseur († 2020)
- 02. Januar: Henryk Olszewski, polnischer Rechtshistoriker († 2021)
- 04. Januar: Carlos Saura, spanischer Filmregisseur und Schriftsteller († 2023)
- 04. Januar: Paul Virilio, französischer Philosoph und Essayist († 2018)
- 05. Januar: Umberto Eco, italienischer Schriftsteller, Philosoph und Semiotiker († 2016)
- 05. Januar: Douglas Livingstone, südafrikanischer Lyriker, Dramatiker, Übersetzer und Meeresbiologe († 1996)
- 06. Januar: Hugo Montgomery, schwedischer Klassischer Philologe († 2023)
- 07. Januar: Henryk Bardijewski, polnischer Schriftsteller und Hörspielautor († 2020)
- 07. Januar: Max Gallo, französischer Schriftsteller, Historiker und Politiker († 2017)
- 09. Januar: Elliot Aronson, US-amerikanischer Sozialpsychologe
- 13. Januar: Ingrid Schultheiß, deutsche Buchgestalterin († 2021)
- 15. Januar: F. Springer, niederländischer Schriftsteller und Diplomat († 2011)
- 16. Januar: Keiko Ai, japanische Schriftstellerin
- 16. Januar: Włodzimierz Bielicki, polnischer Bühnenbildner, Theaterregisseur und -leiter († 2012)
- 17. Januar: Alfons Weische, deutscher Altphilologe († 2023)
- 18. Januar: Peter Magubane, südafrikanischer Fotojournalist und Buchautor († 2024)
- 18. Januar: Robert Anton Wilson, US-amerikanischer Schriftsteller († 2007)
- 19. Januar: Emmanuelle Arsan, französische Schriftstellerin († 2005)
- 19. Januar: George MacBeth, schottischer Dichter und Schriftsteller († 1992)
- 19. Januar: François Maspero, französischer Schriftsteller, Verleger und Übersetzer († 2015)
- 20. Januar: Finn Alnæs, norwegischer Schriftsteller († 1991)
- 20. Januar: Eva Börsch-Supan, deutsche Kunst- und Architekturhistorikerin († 2022)
- 20. Januar: Heberto Padilla, kubanischer Dichter († 2000)
- 21. Januar: Klaus Briegleb, deutscher Literaturwissenschaftler († 2024)
- 21. Januar: Christiane Olivier, französische Psychoanalytikerin und Buchautorin († 2021)
- 22. Januar: Francisco Brines, spanischer Dichter († 2021)
- 22. Januar: Giovanni Raboni, italienischer Lyriker, Prosaautor, Essayist, Übersetzer, Theater- und Literaturkritiker († 2004)
- 23. Januar: James Rado, US-amerikanischer Schauspieler und Musical-Autor († 2022)
- 24. Januar: Jaan Puhvel, estnisch-US-amerikanischer Altorientalist und Sprachwissenschaftler
- 24. Januar: Bengt von zur Mühlen, deutscher Dokumentarfilmer und zeitgeschichtlicher Autor († 2016)
- 25. Januar: Ernst Vollrath, deutscher politischer Philosoph († 2004)
- 26. Januar: Walter Leissle, deutscher Textdichter, Librettist und Bühnenautor († 2013)
- 28. Januar: Dieter Groh, deutscher Historiker († 2012)
- 28. Januar: Virginia Ramey Mollenkott, US-amerikanische Autorin († 2020)
- 29. Januar: Peter H. Merkl, US-amerikanischer Politikwissenschaftler († 2024)
- 31. Januar: Friedrich Rapp, deutscher Philosoph († 2024)
- 31. Januar: Pete St. John, irischer Songwriter und Folk-Musiker († 2022)

#### Februar
- 02. Februar: Franz Kamphaus, deutscher Theologe und Autor († 2024)
- 02. Februar: Jens Jørgen Thorsen, dänischer Filmemacher, Buchillustrator, Essayist und Übersetzer († 2000)
- 03. Februar: Friedhelm Debus, deutscher Germanist und Namenkundler († 2023)
- 03. Februar: Stuart Hall, britischer Soziologe und Kulturtheoretiker († 2014)
- 04. Februar: Robert Coover, US-amerikanischer Schriftsteller († 2024)
- 05. Februar: Joseph H. Delaney, US-amerikanischer Science-Fiction-Autor († 1999)
- 05. Februar: Uwe Timm, deutscher libertär orientierter Autor († 2014)
- 05. Februar: Otto Wicki, Schweizer Mediziner und Schriftsteller († 2021)
- 06. Februar: Ernst Herhaus, deutscher Schriftsteller († 2010)
- 06. Februar: Wolfgang Röllig, deutscher Altorientalist, Übersetzer und Herausgeber († 2023)
- 06. Februar: François Truffaut, französischer Filmregisseur, Filmkritiker und Essayist († 1984)
- 07. Februar: John McNamara, US-amerikanischer Roman- und Sachbuchautor († 1986)
- 14. Februar: Gerhard Dilcher, deutscher Rechts- und Wissenschaftshistoriker († 2024)
- 14. Februar: Alexander Kluge, deutscher Filmemacher und Schriftsteller
- 15. Februar: Josef Brukner, tschechischer Schriftsteller und Übersetzer († 2015)
- 15. Februar: Sampei Shirato, japanischer Mangaka († 2021)
- 16. Februar: Aharon Appelfeld, israelischer Schriftsteller († 2018)
- 16. Februar: Inge Debelts, deutsche Schriftstellerin (überwiegend niederdeutscher Sprache) († 2019)
- 17. Februar: Hans Steinacker, deutscher Publizist und Verleger († 2021)
- 18. Februar: Hans-Joachim Schulz, deutscher Theologe, Liturgiewissenschaftler und Ostkirchenkundler († 2023)
- 19. Februar: Alberto Dines, brasilianischer Journalist und Autor († 2018)
- 19. Februar: Jean-Pierre Ponnelle, französischer (Opern-)Regisseur, Bühnen- und Kostümbildner († 1988)
- 20. Februar: Johann Georg Reißmüller, deutscher Journalist und Buchautor († 2018)
- 20. Februar: Wolfgang Weiß, deutscher Anglist und Shakespeare-Forscher († 2019)
- 23. Februar: Anton Hykisch, (tschecho)slowakischer Schriftsteller († 2024)
- 24. Februar: Peter Terson, britischer Dramatiker († 2021)
- 25. Februar: Johann-Friedrich Konrad, deutscher ev. Theologe und Autor († 2015)
- 28. Februar: Achim Block, deutscher Klassischer Philologe und Autor († 2019)

#### März
- 01. März: Hermann Jandl, österreichischer Dichter und Schriftsteller († 2017)
- 02. März: Aldona Gustas, deutsche Lyrikerin, Prosaautorin und bildende Künstlerin († 2022)
- 02. März: Takako Takahashi, japanische Schriftstellerin († 2013)
- 03. März: Ernst Luther, deutscher Medizinethiker († 2024)
- 04. März: Ryszard Kapuściński, polnischer Journalist und Schriftsteller († 2007)
- 06. März: Martin Brecht, deutscher ev. Theologe und Kirchenhistoriker († 2021)
- 08. März: Kenneth W. Hassler, US-amerikanischer Science-Fiction-Autor († 1999)
- 10. März: Marilyn Yalom, US-amerikanische Literaturwissenschaftlerin und Geschlechterforscherin († 2019)
- 11. März: Thelma Elisabeth von Freymann, finnisch-deutsche Pädagogin und Autorin
- 11. März: Glyndwr Williams, britischer Neuzeithistoriker und maritimer Sachbuchautor († 2022)
- 12. März: Annemarie Zornack, deutsche Dichterin und Schriftstellerin († 2023)
- 13. März: Taras Hunczak, US-amerikanisch-ukrainischer Osteuropahistoriker († 2024)
- 14. März: Miroslav Antić, jugoslawischer Schriftsteller († 1986)
- 15. März: Yumie Hiraiwa, japanische Schriftstellerin, Dramatikerin und Drehbuchautorin († 2023)
- 15. März: Rita Joe, indianisch-kanadische Dichterin († 2007)
- 15. März: Lee Ho-chol, südkoreanischer Schriftsteller († 2016)
- 15. März: Albert Pütz, deutscher Jurist und Schriftsteller († 2008)
- 18. März: Friedrich Gorenstein, russischer Schriftsteller und Drehbuchautor († 2002)
- 18. März: Nobuhiko Matsugi, japanischer Germanist und Schriftsteller († 2016)
- 18. März: John Updike, US-amerikanischer Schriftsteller († 2009)
- 19. März: Peter Hall, britischer Geograph, Stadtplaner, Urbanist und Autor († 2014)
- 19. März: Milan Kuna, tschechoslowakischer bzw. tschechischer Musikwissenschaftler, Autor, Biograf und Herausgeber
- 20. März: Jack Cady, US-amerikanischer Science-Fiction-, Fantasy- und Horror-Autor († 2004)
- 20. März: Karl-Heinz Jähn, deutscher Verlagslektor, Herausgeber und Übersetzer aus dem Tschechischen, Slowakischen und Russischen
- 21. März: Andrzej Bursa, polnischer Dichter und Schriftsteller († 1957)
- 21. März: Klaus Krippendorff, deutsch-amerikanischer Kommunikationswissenschaftler und Designtheoretiker († 2022)
- 21. März: Harvey Mansfield, US-amerikanischer politischer Philosoph und Staatstheoretiker
- 23. März: Pedro Ramos de Almeida, portugiesischer Schriftsteller, Verfasser meist politischer Literatur († 2012)
- 23. März: Hans Geulen, deutscher Germanist und Literaturwissenschaftler († 2017)
- 24. März: Georg J. Morava, tschechisch-österreichischer Schriftsteller, Literaturhistoriker und Biograf († 2012)
- 24. März: Lothar Otto, deutscher Cartoonist und Buchillustrator († 2019)
- 25. März: Wiesław Myśliwski, polnischer Schriftsteller
- 27. März: Richard C. Trexler, US-amerikanischer Historiker († 2007)
- 28. März: Gisela Karau, deutsche Schriftstellerin († 2010)
- 28. März: Sven Lindqvist, schwedischer Schriftsteller († 2019)
- 30. März: Ted Morgan (anfangs als Sanche de Gramont), französisch-amerikanischer Schriftsteller, Biograf und Journalist († 2023)
- 30. März: Friedrich Schreiber, deutscher Journalist und Publizist († 2024)
- 31. März: Tullio De Mauro, italienischer Linguist, Lexikograf und Übersetzer († 2017)
- 31. März: John Jakes, US-amerikanischer Schriftsteller († 2023)
- 31. März: Nagisa Ōshima, japanischer Filmregisseur und Autor († 2013)

#### April
- 02. April: Joanna Chmielewska, polnische Schriftstellerin († 2013)
- 02. April: Jean Favier, französischer Mediävist, Generaldirektor der franz. Nationalarchive und Präsident der franz. Nationalbibliothek († 2014)
- 03. April: Olivier Guillot, französischer Mittelalter- und Rechtshistoriker († 2023)
- 03. April: Michail Schatrow, sowjetischer Schriftsteller und (insbesondere) Dramatiker († 2010)
- 04. April: Jerzy Gruza, polnischer Regisseur, Drehbuchautor und Theaterintendant († 2020)
- 04. April: Dennis L. McKiernan, US-amerikanischer Schriftsteller
- 04. April: Andrei Tarkowski, sowjetischer Filmemacher und Autor († 1986)
- 05. April: Bora Ćosić, serbischer Schriftsteller
- 05. April: Jochen Ziem, deutscher Schriftsteller († 1994)
- 06. April: Günter Herburger, deutscher Schriftsteller († 2018)
- 06. April: Carlos Rasch, deutscher Science-Fiction-Autor († 2021)
- 06. April: Magdalena Vogel, Schweizer Dichterin und Schriftstellerin († 2009)
- 07. April: Bruce Alexander Cook, US-amerikanischer Schriftsteller († 2003)
- 08. April: Helmut Faßke, sorbischer Sprachwissenschaftler († 2024)
- 09. April: Hans Dieter Beck, deutscher Verleger († 2025)
- 12. April: Jack Gelber, US-amerikanischer Dramatiker und Prosaautor († 2003)
- 16. April: Gottfried Bachl, österreichischer Theologe und Autor († 2020)
- 16. April: Eberhard Panitz, deutscher Lektor, Schriftsteller, Drehbuchautor und Publizist († 2021)
- 16. April: Jupp Weindich, deutscher Kulturwissenschaftler, Theaterintendant, -regisseur und Autor († 2013)
- 17. April: Rolf Schneider, deutscher Schriftsteller
- 18. April: Hanns Grössel, deutscher Übersetzer, Literaturkritiker und Lektor († 2012)
- 18. April: Joachim Klinger, deutscher Lyriker, Karikaturist und Illustrator († 2024)
- 20. April: Lothar Dittrich, deutscher Zoologe und Autor († 2021)
- 20. April: Rosa Lobato Faria, portugiesische Schriftstellerin, Lyrikerin, Liedtexterin und Schauspielerin († 2010)
- 22. April: Aino Pervik, estnische Schriftstellerin und Übersetzerin († 2025)
- 23. April: Joan Lingard, britische Roman-, Kinder- und Jugendbuchautorin († 2022)
- 23. April: Artur Schütt, deutscher Pädagoge, Lyriker, Librettist und Prosaautor († 2024)
- 24. April: Georg Daltrop, deutscher Klassischer Archäologe und Autor († 2023)
- 24. April: Angelina Pollak-Eltz, österreichisch-venezolanische Anthropologin und Ethnologin († 2016)
- 26. April: Tom Wittgen, deutsche Schriftstellerin, insbes. Krimiautorin
- 27. April: Albrecht von Bodecker, deutscher Grafiker und Buchgestalter
- 27. April: Yūichi Takai, japanischer Schriftsteller († 2016)
- 30. April: Umar Kayam, indonesischer Schriftsteller († 2002)
- 30. April: Henri Poschmann, deutscher Literaturwissenschaftler, Germanist und Philologe († 2022)

#### Mai
- 01. Mai: Josef Ippers, deutscher Schriftsteller († 1989)
- 01. Mai: Donald Kagan, US-amerikanischer Althistoriker († 2021)
- 01. Mai: Peter Kupke, deutscher Theaterregisseur und -intendant († 2022)
- 02. Mai: Klaus Lüderssen, deutscher Jurist, Rechtssoziologe und Essayist († 2016)
- 02. Mai: Arvo Salo, finnischer Schriftsteller und Dramatiker († 2011)
- 05. Mai: Sandra Antonova, samische Schriftstellerin, Lyrikerin und Übersetzerin († 2014)
- 06. Mai: Johannes Gross, deutscher Publizist und Journalist († 1999)
- 06. Mai: Alexander Thynn, britischer Adliger und Autor († 2020)
- 07. Mai: Philippe Contamine, französischer Mittelalterhistoriker († 2022)
- 08. Mai: Arnulf Baring, deutscher Politologe, Zeithistoriker und Autor († 2019)
- 08. Mai: Julieta Campos, mexikanische Schriftstellerin († 2007)
- 08. Mai: Linde von Keyserlingk, deutsche Therapeutin und Autorin († 2020)
- 08. Mai: Mario Rosa, italienischer Historiker († 2022)
- 09. Mai: Gavin Lyall, britischer Journalist und Schriftsteller († 2003)
- 09. Mai: Peter von Tramin, österreichischer Schriftsteller († 1981)
- 11. Mai: Sigrid Heuck, deutsche Kinder- und Jugendbuchautorin († 2014)
- 11. Mai: Francisco Umbral, spanischer Schriftsteller († 2007)
- 12. Mai: Kariophilis Mitsakis, griechischer Byzantinist und Neogräzist († 2013)
- 16. Mai: Otto Wahl, deutscher Alttestamentler und Autor († 2020)
- 17. Mai: Carlos Somigliana, argentinischer Dramatiker († 1987)
- 19. Mai: Paul Erdman, US-amerikanischer Autor († 2007)
- 19. Mai: Elena Poniatowska, mexikanische Schriftstellerin und Journalistin
- 19. Mai: Wera Tuljakowa, sowjetische Kunstwissenschaftlerin, Journalistin, Theaterautorin, Biografin († 2001)
- 20. Mai: Amélie Rorty, US-amerikanische Philosophin und Philosophiehistorikerin († 2020)
- 21. Mai: Gabriele Wohmann, deutsche Schriftstellerin († 2015)
- 22. Mai: Tavo Burat, italienischer Journalist, Schriftsteller und Dichter († 2009)
- 23. Mai: John Lyons, britischer Sprachwissenschaftler und Biograf († 2020)
- 24. Mai: Arnold Wesker, britischer Dramatiker († 2016)
- 25. Mai: John Gregory Dunne, US-amerikanischer Schriftsteller, Literaturkritiker und Essayist († 2003)
- 26. Mai: Ranan Lurie, israelisch-amerikanischer politischer Karikaturist, Autor und Herausgeber († 2022)
- 27. Mai: Ralph Blum, US-amerikanischer Autor († 2016)
- 28. Mai: Senji Kuroi, japanischer Schriftsteller
- 31. Mai: Johann Baptist Müller, deutscher Politologe und Autor († 2017)

#### Juni
- 02. Juni: Tom Nairn, britischer Politologe, schottischer politischer Theoretiker und Essayist († 2023)
- 02. Juni: Makoto Oda, japanischer Schriftsteller, Essayist und Übersetzer († 2007)
- 03. Juni: Brian Clark, britischer Dramatiker und Drehbuchautor († 2021)
- 04. Juni: Cecilia Lindqvist, schwedische Sinologin und Schriftstellerin († 2021)
- 04. Juni: Thomas Reschke, deutscher Slawist und Übersetzer
- 04. Juni: Rainer Tölle, deutscher Psychiater, Neurologe und Autor († 2014)
- 05. Juni: Christy Brown, irischer Maler und Autor († 1981)
- 06. Juni: Julia O’Faolain, irische Schriftstellerin († 2020)
- 06. Juni: George E. Wellwarth, US-amerikanischer Literatur- und Theaterwissenschaftler († 2001)
- 07. Juni: Kit Reed, US-amerikanische Schriftstellerin († 2017)
- 07. Juni: Bernhard Viiding, estnischer Dichter und Schriftsteller († 2001)
- 08. Juni: Hans G Helms, deutscher Schriftsteller und Komponist († 2012)
- 10. Juni: Marc Fumaroli, französischer Philologe, Literaturwissenschaftler, Historiker und Essayist († 2020)
- 10. Juni: Burghart Wachinger, deutscher Germanistischer Mediävist († 2023)
- 11. Juni: Athol Fugard, südafrikanischer Schriftsteller und Dramatiker († 2025)
- 11. Juni: Klaus Gmeiner, österreichischer Hörfunk- und Theaterregisseur († 2024)
- 11. Juni: Gert Prokop, deutscher Schriftsteller († 1994)
- 13. Juni: Ove Allansson, schwedischer Schriftsteller († 2016)
- 13. Juni: Bob McGrath, US-amerikanischer Schauspieler, Sänger und (Kinderbuch-)Autor († 2022)
- 16. Juni: Elfriede Gerstl, österreichische Schriftstellerin († 2009)
- 17. Juni: Judith Giovannelli-Blocher, Schweizer Sozialarbeiterin, Roman- und Sachbuchautorin († 2024)
- 17. Juni: Jean Ricardou, französischer Schriftsteller und Texttheoretiker († 2016)
- 18. Juni: Geoffrey Hill, britischer Dichter († 2016)
- 18. Juni: Günter Seuren, deutscher Schriftsteller († 2003)
- 19. Juni: Mark Adlard, britischer Schriftsteller
- 19. Juni: Brian N. Ball, britischer Science-Fiction-Autor († 2020)
- 19. Juni: Andrzej Baszkowski, polnischer Lyriker, Journalist und Theaterleiter († 2011)
- 19. Juni: Finn Bergstrand, schwedischer Diplomat und Schriftsteller
- 19. Juni: Harald Korall, deutscher Verlagslektor, Schriftsteller, Herausgeber († 2017)
- 19. Juni: Theresia Sauter-Bailliet, deutsche Sprachwissenschaftlerin und Autorin
- 20. Juni: Erhard Denninger, deutscher Staatsrechtslehrer und Publizist († 2021)
- 20. Juni: Hannes Hüttner, deutscher Kinder- und Sachbuchautor († 2014)
- 20. Juni: Robert Roschdestwenski, sowjetischer Dichter († 1994)
- 22. Juni: Dagfinn Føllesdal, norwegischer Philosoph
- 22. Juni: Wolfgang Pöttinger, österreichischer Kunstschmied und Dichter († 2005)
- 23. Juni: Edmund Wilkens, deutscher Schriftsteller († 2005)
- 25. Juni: Giovanni Bruno Vicario, italienischer Psychologe und Schriftsteller († 2020)
- 27. Juni: Peter Ebner, österreichischer Dichter und Schriftsteller († 2018)
- 27. Juni: Marie-Louise Göllner, amerikanisch-deutsche Musikwissenschaftlerin († 2022)
- 27. Juni: Joachim Wohlgemuth, deutscher Schriftsteller († 1996)
- 28. Juni: Sachiko Yoshihara, japanische Dichterin, Essayistin und Übersetzerin († 2002)
- 29. Juni: Werner Breig, deutscher Musikwissenschaftler und -herausgeber
- 29. Juni: Lothar Reher, deutscher Buchgestalter († 2018)
- 29. Juni: Mauricio Rosenmann Taub, chilenischer Komponist, Lyriker und Essayist († 2021)
- 29. Juni: Ror Wolf, deutscher Schriftsteller und bildender Künstler († 2020)
- 30. Juni: Mongo Beti, kamerunischer Schriftsteller († 2001)

#### Juli
- 01. Juli: Dieter Hildebrandt, deutscher Schriftsteller und Biograf
- 01. Juli: Heinz Dieter Tschörtner, deutscher Bibliothekar, Verlagslektor, Autor, Biograf und Herausgeber († 2023)
- 04. Juli: Jan de Zanger, niederländischer Jugendbuchautor, Dichter und Übersetzer († 1991)
- 05. Juli: Maria Csollány, mehrsprachige niederländische Übersetzerin († 2018)
- 05. Juli: Victor Navasky, US-amerikanischer Journalist und Autor († 2023)
- 07. Juli: T. J. Bass, US-amerikanischer Science-Fiction-Autor († 2011)
- 07. Juli: Marguerite Derrida, französische Psychoanalytikerin und Übersetzerin († 2020)
- 07. Juli: Manuel de Seabra, portugiesischer Schriftsteller, Lyriker, Essayist und Übersetzer († 2017)
- 10. Juli: Jürgen Becker, deutscher Schriftsteller († 2024)
- 10. Juli: Christa Vetter, deutsche Hörspiel-Dramaturgin und -Herausgeberin († 2018)
- 11. Juli: János Kárpáti, ungarischer Musikwissenschaftler († 2021)
- 12. Juli: Hubertus Halbfas, deutscher Theologe und Religionspädagoge († 2022)
- 13. Juli: Martin Hundt, deutscher marxistischer Historiker, Marx-Engels-Forscher († 2023)
- 13. Juli: Hubert Reeves, kanadischer Astrophysiker und Sachbuchautor († 2023)
- 14. Juli: Jerrold Katz, US-amerikanischer Philosoph und Linguist († 2002)
- 16. Juli: Christopher John Koch, australischer Schriftsteller († 2013)
- 17. Juli: Walter Hedemann, deutscher Liedermacher und Schriftsteller († 2019)
- 17. Juli: Quino, argentinischer Cartoonist († 2020)
- 18. Juli: Burkhart Cardauns, deutscher Altphilologe († 2022)
- 18. Juli: Jewgeni Jewtuschenko, sowjetischer bzw. russischer Dichter und Schriftsteller († 2017)
- 18. Juli: Ákos Kertész, ungarischer Schriftsteller († 2022)
- 20. Juli: Gerhard Goebel, deutscher Romanist, Literaturwissenschaftler und Übersetzer († 2009)
- 21. Juli: Horst Pillau, deutscher Schriftsteller und Dramatiker († 2021)
- 22. Juli: Rolf Felix Müller, deutscher Buchgestalter und -illustrator († 2021)
- 22. Juli: Tom Robbins, US-amerikanischer Schriftsteller († 2025)
- 23. Juli: Richard W. Dill, deutscher Journalist, Medienwissenschaftler und Autor († 2015)
- 24. Juli: Friedo Solter, deutscher Schauspieler und Theaterregisseur († 2023)
- 25. Juli: Charles Handy, irischer Wirtschafts- und Sozialphilosoph und Autor († 2024)
- 25. Juli: Jürgen Wittdorf, deutscher Maler, Grafiker und Buchillustrator († 2018)
- 27. Juli: George Ryga, kanadischer Schriftsteller und Dramatiker (englisch schreibend; † 1987)
- 28. Juli: Natalie Babbitt, US-amerikanische Schriftstellerin und Kinderbuch-Illustratorin († 2016)
- 29. Juli: Diarmaid Ó Súilleabháin, irischer Schriftsteller (irisch schreibend; † 1985)
- 29. Juli: Katarina Taikon, schwedische Kinderbuchautorin aus dem Volk der Roma († 1995)
- 30. Juli: Wolfgang Hofmann, deutscher Historiker
- 31. Juli: Charles Chadwick, britischer Schriftsteller († 2025)
- 31. Juli: Barbara Gittings, US-amerikanische LGBT-Aktivistin und Redakteurin, Mitglied der American Library Association († 2007)
- 31. Juli: John Searle, US-amerikanischer Philosoph

#### August
- 03. August: Alfons Deeken, deutscher Theologe und Philosoph († 2020)
- 04. August: Hans-Jürgen Fröhlich, deutscher Schriftsteller († 1986)
- 04. August: Guillermo Mordillo, argentinischer Cartoonist († 2019)
- 06. August: Vincenzo Accame, italienischer Dichter, Essayist und Übersetzer († 1999)
- 06. August: Christian Overstolz, Schweizer Verleger und Autor
- 07. August: Rien Poortvliet, niederländischer Maler, Illustrator und Autor († 1995)
- 08. August: Alfons Nossol, polnisch-deutscher Theologe und Autor
- 09. August: Hermann Giesecke, deutscher Erziehungswissenschaftler und Autor († 2021)
- 10. August: Verena von Asten, deutsche Schriftstellerin († 2025)
- 10. August: Rui Knopfli, mosambikanischer Dichter und Schriftsteller († 1997)
- 10. August: Vladimír Páral, tschechischer Schriftsteller
- 10. August: Oskar N. Sahlberg, deutscher Literaturwissenschaftler und Psychotherapeut († 2005)
- 11. August: Chester Anderson, US-amerikanischer Dichter und Science-Fiction-Autor († 1991)
- 11. August: Fernando Arrabal, spanisch-französischer Schriftsteller, Dichter und Dramatiker
- 13. August: Christian-Erdmann Schott, deutscher ev. Theologe und Kirchenhistoriker († 2016)
- 14. August: Lee Hoffman, US-amerikanische Schriftstellerin († 2007)
- 15. August: Robert L. Forward, US-amerikanischer Science-Fiction-Autor († 2002)
- 16. August: Richard Eder, US-amerikanischer Journalist, Theater-, Literatur- und Filmkritiker († 2014)
- 16. August: Christopher Okigbo, nigerianischer Lyriker und Bibliothekar († 1967)
- 17. August: Gabriel Kolko, US-amerikanischer Historiker und politischer Schriftsteller († 2014)
- 17. August: V. S. Naipaul, britischer Schriftsteller und Literaturnobelpreisträger († 2018)
- 17. August: Jean-Jacques Sempé, französischer Cartoonist († 2022)
- 17. August: Alix Kates Shulman, US-amerikanische Schriftstellerin und feministische Aktivistin
- 19. August: Barbara Wersba, US-amerikanische Jugend- und Kinderbuchautorin († 2018)
- 20. August: Wassili Aksjonow, sowjetischer bzw. russischer Schriftsteller († 2009)
- 21. August: Melvin Van Peebles, US-amerikanischer Schauspieler, Regisseur, Drehbuchautor, Schriftsteller und Musiker († 2021)
- 21. August: Konrad Windisch, österreichischer Lyriker, Schriftsteller und nationalistischer Publizist († 2024)
- 22. August: Franz-Xaver Kaufmann, schweizerisch-deutscher Soziologe, insbesond. Religionssoziologe († 2024)
- 26. August: Lygia Bojunga Nunes, brasilianische Kinder- und Jugendbuchautorin
- 26. August: Fernando Grignola, Schweizer Journalist sowie Lyriker, Schriftsteller und Dramatiker (auf Italienisch schreibend und im Tessiner Dialekt; † 2022)
- 26. August: Olov Svedelid, schwedischer Schriftsteller († 2008)
- 27. August: Antonia Fraser, britische Schriftstellerin
- 27. August: Martin Furian, deutscher Sozial- und Medienpädagoge und Autor († 2020)
- 28. August: Brigitte Thurm, deutsche Theaterwissenschaftlerin, Theaterkritikerin, Schriftstellerin, Dichterin und Essayistin († 2020)
- 30. August: Bernhard Dahm, deutscher Historiker und Südostasienwissenschaftler († 2023)
- 30. August: Reimar Müller, deutscher Klassischer Philologe, Philosophie- und Kulturhistoriker († 2020)
- 30. August: Dieter Schlenstedt, deutscher Literaturwissenschaftler († 2012)
- 30. August: Martin Stöhr, deutscher ev. Theologe und Autor († 2019)

#### September
- 01. September: Lenrie Peters, gambischer Chirurg, Dichter und Schriftsteller († 2009)
- 03. September: William M. Calder, US-amerikanischer Klassischer Philologe und Historiker der Klassischen Philologie († 2022)
- 04. September: David Edge, britischer Wissenschaftssoziologe († 2003)
- 07. September: Malcolm Bradbury, britischer Schriftsteller und Literaturwissenschaftler († 2000)
- 07. September: Joachim Huske, deutscher Bergbauingenieur und -historiker († 2022)
- 08. September: Einar Sanden, estnischer Schriftsteller und Verleger († 2007)
- 09. September: Vytautas Jurgis Bubnys, litauischer Schriftsteller († 2021)
- 09. September: Javier Tomeo, spanischer Schriftsteller († 2013)
- 10. September: David Gauthier, kanadischer Philosoph († 2023)
- 10. September: Claude Prin, französischer Dramatiker und Hörspielautor
- 12. September: Werner Dürrson, deutscher Schriftsteller und Übersetzer († 2008)
- 14. September: Gerd Fuchs, deutscher Schriftsteller († 2016)
- 17. September: Robert B. Parker, US-amerikanischer Schriftsteller († 2010)
- 18. September: Muzaffer İlhan Erdost, türkischer Schriftsteller und Verleger († 2020)
- 18. September: Ulrich Gregor, deutscher Filmhistoriker
- 19. September: Stefanie Zweig, deutsche Schriftstellerin († 2014)
- 20. September: Nora Sayre, US-amerikanische Journalistin, Kritikerin und Essayistin († 2001)
- 21. September: Shirley Conran, britische Romanschriftstellerin, Sachbuchautorin und Journalistin († 2024)
- 22. September: Martin Robbe, deutscher Philosoph und Historiker († 2013)
- 23. September: Werner Liersch, deutscher Schriftsteller, Biograf, Essayist, Herausgeber und Literaturwissenschaftler († 2014)
- 24. September: Joanne Greenberg (Pseudonym Hannah Green), US-amerikanische Schriftstellerin
- 24. September: Rolf Tiedemann, deutscher Philosoph, Philologe und Herausgeber († 2018)
- 25. September: J. Hunter Holly, US-amerikanische Science-Fiction-Autorin († 1982)
- 26. September: Karl Heinz Bohrer, deutscher Literaturtheoretiker und Publizist († 2021)
- 26. September: Wladimir Woinowitsch, sowjetischer bzw. russischer Schriftsteller († 2018)
- 27. September: Friedrich Neznansky, russischer Jurist und Autor von Kriminalromanen († 2013)
- 28. September: Michael Coney, britisch-kanadischer Science-Fiction-Autor († 2005)
- 28. September: Víctor Jara, chilenischer Dichter, Musiker und Theaterregisseur († 1973)
- 30. September: Shintarō Ishihara, japanischer Schriftsteller und Politiker († 2022)
- 30. September: Hiroyuki Itsuki, japanischer Schriftsteller
- 30. September: Theodore Ziolkowski, US-amerikanischer Germanist und Literaturwissenschaftler († 2020)

#### Oktober
- 02. Oktober: Hélène d’Almeida-Topor, französische Historikerin und Afrikanistin († 2020)
- 03. Oktober: Kristian Sotriffer, österreichischer Verlagsmitarbeiter, Kunstkritiker und Publizist († 2002)
- 05. Oktober: Helgi Muller, estnische Dichterin und Übersetzerin († 1971)
- 06. Oktober: Patrick Cauvin (schrieb auch als Claude Klotz), französischer Schriftsteller († 2010)
- 07. Oktober: Predrag Matvejević, kroatischer Schriftsteller, Essayist, Literaturwissenschaftler, Dozent († 2017)
- 07. Oktober: Ingrid Uebe, deutsche Kinder- und Jugendbuchautorin († 2018)
- 10. Oktober: Willi H. Grün, deutscher Fach- und Romanautor († 2016)
- 10. Oktober: Dimiter Inkiow, bulgarisch-deutscher Kinderbuchautor, Dramatiker und Satiriker († 2006)
- 10. Oktober: Jochanan Trilse-Finkelstein, deutscher Philosoph, Literatur- und Theaterwissenschaftler, Schriftsteller und Publizist († 2017)
- 11. Oktober: Saul Friedländer, israelischer Historiker und Autor
- 11. Oktober: Johan Goudsblom, niederländischer (Kultur-)Soziologe († 2020)
- 11. Oktober: Gerhard Mensching, deutscher Schriftsteller, Puppenspieler und Germanist († 1992)
- 11. Oktober: Dana Scott, US-amerikanischer Mathematiker, Logiker, Informatiker und Philosoph
- 11. Oktober: Michael Theunissen, deutscher Philosoph († 2015)
- 12. Oktober: Dick Gregory, US-amerikanischer Comedian, Bürgerrechtler und Autor († 2017)
- 15. Oktober: Heinrich Kröger, deutscher Pastor und Autor
- 15. Oktober: Dietrich Kuhlbrodt, deutscher Jurist, Autor und Schauspieler
- 16. Oktober: Karl Otwin Becker, deutscher Wirtschaftsforscher und Verhaltensökonom († 2020)
- 16. Oktober: Guðbergur Bergsson, isländischer Schriftsteller und Übersetzer († 2023)
- 17. Oktober: Jürgen Manthey, deutscher Schriftsteller, Literaturwissenschaftler und Übersetzer († 2018)
- 17. Oktober: Christian Karlson Stead, neuseeländischer Schriftsteller, Dichter, Essayist, Literaturkritiker, …
- 17. Oktober: Richard H. Tilly, US-amerikanischer Wirtschafts- und Sozialhistoriker († 2023)
- 20. Oktober: Hans Czuma, österreichischer Philosoph († 2016)
- 20. Oktober: Michael McClure, US-amerikanischer Dichter, Schriftsteller, Dramatiker († 2020)
- 21. Oktober: Rudolph Joseph Rummel, US-amerikanischer Politikwissenschaftler († 2014)
- 23. Oktober: Wassili Below, sowjetischer Schriftsteller († 2012)
- 23. Oktober: Rolf Richter, deutscher Filmwissenschaftler und -publizist († 1992)
- 24. Oktober: Josef Duss-von Werdt, Schweizer Psychologe und Autor zum Thema Mediation († 2019)
- 24. Oktober: Adrian Mitchell, britischer Poet und Schriftsteller († 2008)
- 24. Oktober: Ziraldo, brasilianischer Autor, Comic-Zeichner und -Szenarist († 2024)
- 25. Oktober: Mordechai Altschuler, polnisch-israelischer Historiker († 2019)
- 25. Oktober: Harold Massingham, britischer Lyriker († 2011)
- 25. Oktober: Thomas N. Tentler, US-amerikanischer Historiker († 2021)
- 26. Oktober: Gerhard Konzelmann, deutscher Journalist und Autor zahlreicher Sachbücher und zweier historischer Romane († 2008)
- 27. Oktober: Sylvia Plath, US-amerikanische Schriftstellerin († 1963)
- 29. Oktober: Füruzan, türkische Schriftstellerin († 2024)
- 29. Oktober: Harald Hartung, deutscher Literaturwissenschaftler, Dichter, Schriftsteller, Essayist und Herausgeber
- 30. Oktober: Louis Malle, französischer Filmregisseur und Drehbuchautor († 1995)
- 31. Oktober: Katherine Paterson, US-amerikanische Schriftstellerin

#### November
- 01. November: Dirk Lüken, deutscher Komponist, Kirchenmusiker, Dichter und Schriftsteller († 2020)
- 01. November: René Major, französischer Psychoanalytiker und Autor
- 01. November: Edgar Reitz, deutscher Filmregisseur und Autor
- 05. November: Manfred Streubel, deutscher Lyriker und Kinderbuchschriftsteller († 1992)
- 07. November: Vladimir Volkoff, französischer Schriftsteller († 2005)
- 08. November: Jean-Philippe Bernigaud, französischer Verleger († 2017)
- 08. November: Ben Bova, US-amerikanischer Science-Fiction-Autor und -Herausgeber († 2020)
- 12. November: Peter de Rosa, britisch-irischer Roman- und Sachbuchautor
- 12. November: Gerold Effert, deutscher Schriftsteller und Lyriker († 2007)
- 12. November: Jens Pauli Heinesen, färöischer Schriftsteller († 2011)
- 12. November: Klaus Steinitz, deutscher Ökonom, Politiker und Autor
- 13. November: Peter Förster, deutscher Pädagoge und Sozialwissenschaftler († 2023)
- 15. November: Alvin Plantinga, US-amerikanischer Philosoph
- 15. November: Luke Rhinehart, US-amerikanischer Schriftsteller († 2020)
- 17. November: Txomin Peillen, französischer Schriftsteller und Linguist, vorrangig auf Baskisch publizierend († 2022)
- 19. November: Klairi Angelidou, zyprische Dichterin, Schriftstellerin und Politikerin († 2021)
- 19. November: Manfred Stanley, US-amerikanischer Soziologe († 2004)
- 19. November: Dietrich Taube, deutscher Bühnenautor, Theaterregisseur und -intendant († 2021)
- 20. November: Matthias Weißert, deutscher Pädagoge, Theater- und Hörspielautor und Schriftsteller († 2021)
- 21. November: Beryl Bainbridge, britische Schriftstellerin († 2010)
- 23. November: Joachim H. Knoll, deutscher Pädagoge und Autor († 2024)
- 24. November: Claudio Naranjo, US-amerikanischer Psychiater, Therapeut und Autor († 2019)
- 28. November: Kurt Horres, deutscher Opern- und Theaterregisseur und -intendant († 2023)
- 28. November: Eva Zaoralová, tschechische Filmkritikerin und Übersetzerin († 2022)
- 30. November: Gérard Lauzier, französischer Filmemacher und Autor († 2008)

#### Dezember
- 02. Dezember: Sergio Bonelli, italienischer Comicautor und Verleger († 2011)
- 04. Dezember: Pierre Gallissaires, französischer Lyriker und Übersetzer († 2020)
- 04. Dezember: Claus Hammel, deutscher Dramatiker († 1990)
- 05. Dezember: Fasu Alijewa, dagestanisch-russische Dichterin, Prosaautorin und Essayistin († 2016)
- 05. Dezember: Little Richard, US-amerikanischer Musiker, Sänger und Songwriter († 2020)
- 05. Dezember: Jacques Roubaud, französischer Schriftsteller († 2024)
- 06. Dezember: Herbert Berger, österreichischer Journalist, Dramaturg, Dramatiker und Prosaautor († 1999)
- 07. Dezember: Pentti Linkola, finnischer Tiefenökologe und Autor († 2020)
- 07. Dezember: Rosemary Rogers, US-amerikanische Schriftstellerin († 2019)
- 08. Dezember: Grzegorz Białkowski, polnischer Physiker und Lyriker († 1989)
- 09. Dezember: Fred Dretske, US-amerikanischer Philosoph († 2013)
- 09. Dezember: Gaddis Smith, US-amerikanischer Historiker († 2022)
- 11. Dezember: Keith Waldrop, US-amerikanischer Poet, Schriftsteller, Übersetzer und Verleger († 2023)
- 12. Dezember: Egon Richter, deutscher Journalist und Schriftsteller († 2016)
- 13. Dezember: Vamik D. Volkan, US-amerikanischer Psychiater und Psychoanalytiker, Friedens- und Konfliktforscher
- 14. Dezember: Hans Fischer, deutscher Ethnologe († 2019)
- 16. Dezember: Quentin Blake, britischer Cartoonist, Illustrator und Kinderbuchautor
- 16. Dezember: Thanasis Valtinos, griechischer Schriftsteller, Drehbuchautor und Übersetzer
- 17. Dezember: Konrad Bayer, österreichischer Schriftsteller († 1964)
- 17. Dezember: Lea Tormis, estnische Theaterwissenschaftlerin und Kritikerin († 2025)
- 20. Dezember: Edith Kammer, Schweizer Schriftstellerin († 2022)
- 21. Dezember: U. R. Ananthamurthy, indischer Schriftsteller († 2014)
- 21. Dezember: Hansgerd Schulte, deutscher Germanist, Hochschullehrer in Paris und Autor († 2019)
- 22. Dezember: Emili Teixidor, katalanischer Schriftsteller († 2012)
- 23. Dezember: Richard Kennedy, US-amerikanischer Schriftsteller und Dramatiker
- 23. Dezember: Ana-Maria Rizzuto, argentinische Psychoanalytikerin und Autorin
- 24. Dezember: Fritz Deppert, deutscher Dichter, Schriftsteller und Übersetzer
- 25. Dezember: Jun Etō, japanischer Literaturkritiker und Essayist († 1999)
- 26. Dezember: Gisela Brandt, deutsche Germanistin
- 27. Dezember: Tilman Pünder, deutscher Politiker und Autor († 2021)
- 28. Dezember: Manuel Puig, argentinischer Schriftsteller und Filmschaffender († 1990)
- 28. Dezember: Klaus Steiniger, deutscher Jurist, Journalist und Buchautor († 2016)
- 29. Dezember: Choi Il-nam, südkoreanischer Schriftsteller († 2023)
- 31. Dezember: Felix Rexhausen, deutscher Journalist und Schriftsteller († 1992)

#### Genaues Datum unbekannt
- Horst Friedrich, deutscher Philosoph und Aphoristiker
- Gao Niansheng, chinesischer Germanist und Übersetzer
- Susanne Kaiser, deutsche Schriftstellerin und Übersetzerin († 2007)
- Abdoulaye Mamani, nigrischer Dichter und Schriftsteller († 1993)
- Frank Kobina Parkes, ghanaischer Dichter († 2004)
- Danielle Sarréra, fiktive französische Autorin († 1949)
- Josef Franz Thiel, deutscher Ethnologe und Autor († 2024)
- Wout Woltz, niederländischer Journalist und Autor
- B. Wongar, serbisch-australischer Anthropologe und Schriftsteller
- Suat Yalaz, türkischer Comicautor und -zeichner († 2020)

### Gestorben im Jahr 1932

#### Januar – Juni
- 04. Januar: Cəlil Məmmədquluzadə, aserbaidschanischer Schriftsteller, Dramatiker und Essayist (* 1866)
- 28. Januar: Sophus Michaëlis, dänischer Dichter und Schriftsteller (* 1865)
- 10. Februar: Edgar Wallace, britischer Schriftsteller (* 1875)
- 16. Februar: Julian Borchardt, deutscher Politiker, Journalist, Autor, Herausgeber, Übersetzer (* 1868)
- 01. März: Jaume Collell i Bancells, katalanischer Priester, Lyriker und Schriftsteller (* 1846)
- 06. März: Alfred Bock, deutscher Schriftsteller (* 1859)
- 06. März: Pierre Devoluy, französischer Schriftsteller, Romanist und Provenzalist (* 1862)
- 07. März: Hans Demel, österreichischer Schriftsteller, Dramatiker, Verfasser von Kasperlspielen, Theaterkritiker, Journalist (* 1872)
- 12. März: Hugo Bock, deutscher Musikverleger (* 1848)
- 17. März: Henrik Hildén, finnlandschwedischer Schriftsteller und Literaturwissenschaftler (* 1884)
- 19. März: Georg Dehio, einflussreicher deutscher Kunsthistoriker (* 1850)
- 19. März: Richard Specht, österreichischer Lyriker, Dramatiker, Schriftsteller, Musikpublizist (* 1870)
- 20. März: Malwine Enckhausen, deutsche Schriftstellerin (* 1843)
- 23. März: Maria O’Neill, portugiesische Autorin in zahlreichen Genres (* 1873)
- 03. April: Friedrich Radszuweit, deutscher Schwulenaktivist und Schriftsteller (* 1876)
- 23. April: Laura Kieler, norwegisch-dänische Schriftstellerin (* 1849)
- 27. April: Hart Crane, US-amerikanischer Dichter (* 1899)
- 03. Mai: Anton Wildgans, österreichischer Lyriker und Dramatiker (* 1881)
- 19. Mai: Wilhelm Erman, deutscher Universitätsbibliothekar und Geograph (* 1850)
- 22. Mai: Isabella Augusta Gregory, irische Dramatikerin und Prosaautorin (* 1852)
- 30. Mai: Wilhelm Fischer, österreichischer Schriftsteller (* 1846)
- 02. Juni: Elise Aun, estnische Dichterin, Erzählerin und Übersetzerin (* 1863)
- 16. Juni: Frederik van Eeden, niederländischer Schriftsteller und Psychiater (* 1860)

#### Juli – Dezember
- 06. Juli: Heinrich Eggersglüß, deutscher Heimatdichter (* 1875)
- 06. Juli: Kenneth Grahame, britischer Schriftsteller (* 1859)
- 08. Juli: Alexander Grin, russischer Schriftsteller (* 1880)
- 10. Juli: Wilhelm Cremer, deutscher Schriftsteller und Übersetzer (* 1874)
- 15. Juli: C. J. Langenhoven, südafrikanischer Schriftsteller, Dichter, Dramatiker, Essayist, … (* 1873)
- 20. Juli: René Bazin, französischer Schriftsteller (* 1853)
- 25. Juli: Cyriel Buysse, flämisch schreibender belgischer Schriftsteller (* 1859)
- 28. Juli: Margarita Gil Roësset, spanische Bildhauerin, Illustratorin und Autorin (* 1908)
- 10. August: Fritz Hampel (Slang), deutscher Journalist und satirischer Schriftsteller (* 1895)
- 11. August: Stepan Wassyltschenko, ukrainischer Schriftsteller (* 1879)
- 11. August: Maximilian Woloschin, russisch-ukrainischer Dichter und Maler (* 1877)
- 20. August: Paul Keller, deutscher Schriftsteller (* 1873)
- 31. August: Moyshe-Leyb Halpern, US-amerikanischer jiddischsprachiger Dichter (* 1886)
- 01. September: Jóhann Jónsson, isländischer Dichter und Schriftsteller (* 1896)
- 20. September: Max Slevogt, deutscher Maler, Grafiker und Buchillustrator (* 1868)
- 21. September: Ahmet Rasim, osmanisch-türkischer Journalist und Schriftsteller (* ≈1864)
- 05. Oktober: Christopher Brennan, australischer Dichter (* 1870)
- 08. Oktober: Arthur Kahane, deutschsprachiger Schriftsteller und Dramaturg in Berlin (* 1872)
- 31. Oktober: Georg Freytag, deutsch-österreichischer Buchhändler und Verleger (* 1853)
- 06. November: Alix Egerton, britische Bühnenautorin und Dichterin (* 1870)
- 15. November: Charles W. Chesnutt, US-amerikanischer Schriftsteller, Dichter und Essayist (* 1858)
- 23. November: Henry S. Whitehead, US-amerikanischer Autor von Horror- und Fantasy-Literatur (* 1882)
- 30. November: Elizabeth Wordsworth (Pseud. Grant Lloyd), britische Schriftstellerin und Pädagogin (* 1840)
- 02. Dezember: Angelo Nessi, Schweizer Journalist, Autor und Librettist (* 1873)
- 02. Dezember: Amadeu Vives i Roig, katalanischer Komponist und Schriftsteller (* 1871)
- 04. Dezember: Gustav Meyrink, österreichischer Schriftsteller und Übersetzer (* 1868)
- 09. Dezember: Rokeya Sakhawat Hussain, bengalische feministische Schriftstellerin (* 1880)
- 16. Dezember: Max Paschke, deutscher Verleger (* 1868)
- 27. Dezember: Arvid Järnefelt, finnischer Schriftsteller (* 1861)

## Literaturpreise 1932

### Deutsche Literaturpreise
- Dichterpreis der Stadt München: Ruth Schaumann
- Georg-Büchner-Preis (Auswahl): Albert H. Rausch (Pseud. Henry Benrath)
- Goethepreis der Stadt Frankfurt am Main: Gerhart Hauptmann
- Kleist-Preis: Richard Billinger für Rauhnacht und Else Lasker-Schüler „für ihr dichterisches Lebenswerk“
- Volkspreis für deutsche Dichtung / Raabe-Preis: Ernst Wiechert für Die Magd des Jürgen Doskocil

### Internationale Literaturpreise
- Bellman-Preis (für die Jahre 1932–1942): Albert Engström
- C.W. van der Hoogtprijs: Johan Fabricius für Komedianten trokken voorbij
- Grand Prix Gobert (Auswahl): François 1er von Antoine de Lévis-Mirepoix
- Grand Prix du Roman: Claire von Jacques Chardonne
- Großer Preis des Samfundet De Nio: Emilia Fogelklou
- Hawthornden-Preis: The Fountain von Charles Morgan
- James Tait Black Memorial Prize (Fiction): Boomerang von Helen Simpson
- Karl-Emil-Tollander-Preis: Emil Zilliacus
- Nobelpreis für Literatur: John Galsworthy
- O.-Henry-Preis: An End to Dreams von Stephen Vincent Benét
- Prix Goncourt/Roman: Les Loups von Guy Mazeline
- Prix Renaudot: Voyage au bout de la nuit von Louis-Ferdinand Céline
- Prix du roman populiste (Auswahl): Les hommes de bonne volonté (Bd. 1 und 2) von Jules Romains
- Pulitzer-Preis/Geschichte: My Experiences in the World War von John J. Pershing
- Pulitzer-Preis/Roman: The Good Earth von Pearl S. Buck
- Pulitzer-Preis/Theater: Of Thee I Sing (Musical)
- Schweizerische Schillerstiftung (Auswahl):
  - Einzelwerkpreis: Montagna von Giuseppe Zoppi
  - Gesamtwerkspreise: Arnold Büchli; Fritz Liebrich; Albert Rheinwald

## Verwandte Preise und Ehrungen
- Guggenheim-Stipendium (Auswahl): Louis Adamic; George Antheil; Harold L. Davis; Lewis Mumford; Frank Tannenbaum